# Бабуничский сельсовет
Бабуничский сельсовет — административная единица на территории Петриковского района Гомельской области Республики Беларусь. Административный центр — агрогородок Бабуничи.

## Состав
Бабуничский сельсовет включает 8 населённых пунктов:
- Бабуничи — агрогородок
- Боричев — деревня
- Косище — деревня
- Михедовичи — деревня
- Полесье — деревня
- Подозбин — деревня
- Сосновец — деревня
- Сотничи — деревня